# Spananthe peruviana
Spananthe peruviana är en flockblommig växtart som först beskrevs av H.Wolff, och fick sitt nu gällande namn av G.K.Müller. Spananthe peruviana ingår i släktet Spananthe och familjen flockblommiga växter. Inga underarter finns listade i Catalogue of Life.